# Weekly Manga Goraku
Weekly Manga Goraku (週刊漫画ゴラク?, Shūkan Manga Goraku) è una rivista giapponese di manga seinen, pubblicata dal 1968 dall'editore Nihon Bungeisha.
La pubblicazione avviene settimanalmente, il venerdì, e ha principalmente come target i maschi adulti. Tra le opere pubblicate sulla rivista è presente Gift ±, di Yuka Nagate. Sulla rivista è anche stato pubblicato Gannibal.